# Subdistricte de Xinglong (ciutat de Kaifeng)
El barri de Xīnglóng (兴隆街道) és una entitat administrativa de nivell de poble del districte de Xiángfú, a la ciutat de Kāifēng, província de Henan, República Popular de la Xina. Antigament era conegut com a poble de Xīnglóng (兴隆乡), però el novembre del 2024 es va transformar oficialment en barri.

## Divisions administratives
Els pobles que en formen part són: poble de Xīnglóng, poble de Jiǎngwā, poble de Shào Zhài, poble de Dàniú Zhài, poble de Yītiē Wáng, poble de Xīnglóng Wèi Zhài, poble de Lǐ Dàhé, poble de Shíniú, poble de Shuāngmiào, poble de Chéng Zhài, poble de Xīnglóng Yáng Zhài, poble de Bǔdiàn, poble de Báishígǎng, poble de Húgǎng, poble de Tàipíng, poble de Xīnglóng Zhái Zhài i poble de Zhānglóu.